# Meyer Schapiro
Meyer Schapiro (1904 - Nueva York 1996) fue un historiador del arte estadounidense, experto en arte cristiano primitivo y medieval, pero asimismo en el moderno. Proporcionó nuevas metodologías históricas y miradas interdisciplinares para estudiar las obras de arte.

## Biografía
Su familia emigró a los Estados Unidos en 1907. Meyer Schapiro estudió bachillerato y luego se doctoró en Nueva York en la Columbia University. Empezó a explicar en 1928 y fue nombrado profesor plenamente en la Universidad de Columbia en 1952.  Schapiro enseñó arte moderno, y publicó libros sobre Van Gogh y Cézanne así como varios ensayos al respecto.
Fue fundador de la revista Dissent, con Irving Howe y Michael Harrington. Sus puntos de vista sociológicos fueron considerados a veces radicales, pero lograron espolear su disciplina con puntos de vista novedosos: metodologías históricas con ecos marxistas y miradas interdisciplinares muy diversas. En 1966–1967 Schapiro enseñó en la Harvard University. Murió a los 91 años en Nueva York.

## Libros
- Vincent van Gogh. Nueva York, Harry N. Abrams, 1950.
- Paul Cézanne. Nueva York, Harry N. Abrams, 1952.
- The Parma Ildefonsus: A Romanesque Illuminated Manuscript from Cluny, and Related Works. Nueva York, College Art Association of America, 1964.
- Words and Pictures. On the Literal and the Symbolic in the Illustration of a Text. Approaches to Semiotics series 11, ed. Thomas A Sebeok. The Hague y París, Mouton, 1973.[1][2]
- Selected Papers I: Romanesque Art. Nueva York: George Braziller, 1977. Tr. Estudios sobre el Románico (Madrid, Alianza, 1984).[3]
- Selected Papers II: Modern Art: 19th and 20th Centuries. Nueva York, George Braziller, 1978, 1982. Tr.: El Arte Moderno (Madrid, Alianza, 1988).[4]
- Selected Papers III: Late Antique, Early Christian, and Medieval Art. Nueva York, George Braziller, 1979. Tr. Estudios sobre el arte de la Antigüedad tardía, el Cristianismo Primitivo y la Edad Media (Madrid, Alianza, 1987).
- Style, Artiste et Societe, París, Gallimard, 1982.
- The Romanesque Sculpture of Moissac. Nueva York, George Braziller, 1985.
- Selected Papers IV: Theory and Philosophy of Art: Style, Artist, and Society. Nueva York, George Brailler, 1994.
- Mondrian: On the Humanity of Abstract Painting. Nueva York, George Braziller, 1995.
- Words, Script, and Pictures: The Semiotics of Visual Language. Nueva York, George Braziller, 1996.
- Impressionism: Reflections and Perceptions. Nueva York, George Braziller, 1997.
- Worldview in Painting-Art and Society: Selected Papers, Vol. 5. Nueva York, George Braziller, 1999.
- The Unity of Picasso’s Art. Nueva York, George Braziller, 2000.
- Meyer Schapiro: his painting, drawing, and sculpture. Nueva York, Harry N. Abrams, Publishers, 2000.
- Language of Forms: Lectures on Insular Manuscript Art. Nueva York, Pierpont Morgan Library, 2005.
- Romanesque architectural sculpture: The Charles Eliot Norton lectures. Chicago, University of Chicago Press, 2006.[5][6][7]
- Meyer Schapiro abroad: letters to Lillian and travel notebooks. Los Angeles, Calif.: Getty Research Institute, 2009.[8]